# Philodendron krugii
Philodendron krugii es una especie de arbusto perenne del género Philodendron de la  familia de las aráceas. Es originaria de Venezuela.

## Taxonomía
Philodendron krugii fue descrito por Adolf Engler y publicado en Botanische Jahrbücher für Systematik, Pflanzengeschichte und Pflanzengeographie 26: 538. 1899.
Etimología
Ver: Philodendron
krugii: epíteto otorgado en honor del botánico alemán Carl Wilhelm Leopold Krug.